# فرانک مولینارو
فرانک مولینارو ورزشکار مرد رشتهٔ کشتی آزاد متولد ۲۷ دسامبر ۱۹۸۸ در کشور آمریکا است. 
او در المپیک ۲۰۱۶ ریو در وزن ۶۵ کیلو حاضر بود که در دور اول ماگومدمراد گادژیف از لهستان را شکست داد اما در دور بعد از طغرل عسگراف کشتی‌گیر آذربایجانی شکست خورد و با توجه به حضور این کشتی‌گیر در فینال، به دیدار شانس مجدد رفت. او در مرحله شانس مجدد آندری ویاتکوسکی از اوکراین را شکست داد اما در دیدار رده‌بندی به فرانک چامیزو کشتی‌گیر ایتالیایی باخت و پنجم شد.